# Транспорт Мексики
Транспорт Мексики представлений автомобільним , залізничним , повітряним , водним (морським, річковим)  і трубопровідним , у населених пунктах  та у міжміському сполученні діє громадський транспорт пасажирських перевезень. Площа країни дорівнює 1 964 375 км² (14-те місце у світі). Форма території країни — складна, видовжена з південного сходу на північний захід; максимальна дистанція з півночі на південь — 2012 км, зі сходу на захід — 3060 км. Географічне положення Мексики дозволяє країні контролювати транспортні шляхи між країнами Північної Америки (США і Канада) та країнами Месоамерики й Південної Америки (Панамериканське шосе); між акваторіями Атлантичного і Тихого океанів.

## Автомобільний
Загальна довжина автошляхів у Мексиці, станом на 2012 рік, дорівнює 377 660 км, з яких 137 544 км із твердим покриттям (7 176 км швидкісних автомагістралей) і 240 116 км без нього (19-те місце у світі).

## Залізничний
Загальна довжина залізничних колій країни, станом на 2014 рік, становила 15 389 км (18-те місце у світі), з яких 15 389 км стандартної 1435-мм колії (27 км електрифіковано).
- Карта-схема залізниць Мексики

## Повітряний
У країні, станом на 2013 рік, діє 1 714 аеропортів (3-тє місце у світі), з них 243 із твердим покриттям злітно-посадкових смуг і 1471 із ґрунтовим. Аеропорти країни за довжиною злітно-посадкових смуг розподіляються наступним чином (у дужках окремо кількість без твердого покриття):
- довші за 10 тис. футів (>3047 м) — 12 (1);
- від 10 тис. до 8 тис. футів (3047-2438 м) — 32 (1);
- від 8 тис. до 5 тис. футів (2437—1524 м) — 80 (42);
- від 5 тис. до 3 тис. футів (1523—914 м) — 86 (281);
- коротші за 3 тис. футів (<914 м) — 33 (1146)[1].

У країні, станом на 2015 рік, зареєстровано 21 авіапідприємство, які оперують 357 повітряними суднами. За 2015 рік загальний пасажирообіг на внутрішніх і міжнародних рейсах становив 45,5 млн осіб. За 2015 рік повітряним транспортом було перевезено 713,9 млн тонно-кілометрів вантажів (без врахування багажу пасажирів).
У країні, станом на 2013 рік, споруджено і діє 1 гелікоптерний майданчик.
Мексика є членом Міжнародної організації цивільної авіації (ICAO). Згідно зі статтею 20 Чиказької конвенції про міжнародну цивільну авіацію 1944 року, Міжнародна організація цивільної авіації для повітряних суден країни, станом на 2016 рік, закріпила реєстраційний префікс — XA, заснований на радіопозивних, виділених Міжнародним союзом електрозв'язку (ITU). Аеропорти Мексики мають літерний код ІКАО, що починається з — MM.

## Водний

### Морський
Головні морські порти країни: Альтаміра, Коацакоалькос, Ласаро-Карденас, Мансанільйо, Веракрус. Річний вантажообіг контейнерних терміналів (дані за 2012 рік): Мансанільйо — 1,99 млн, Ласаро-Карденас — 1,24 млн контейнерів (TEU). Нафтові термінали: Кайо-Аркас, Дос-Бокас. СПГ-термінали для імпорту скрапленого природного газу діють у портах: Альтаміра, Енсенада. Головні порти заходу круїзних лайнерів: Канкун і Косумель на півострові Юкатан, Енсенада на півострові Каліфорнія.

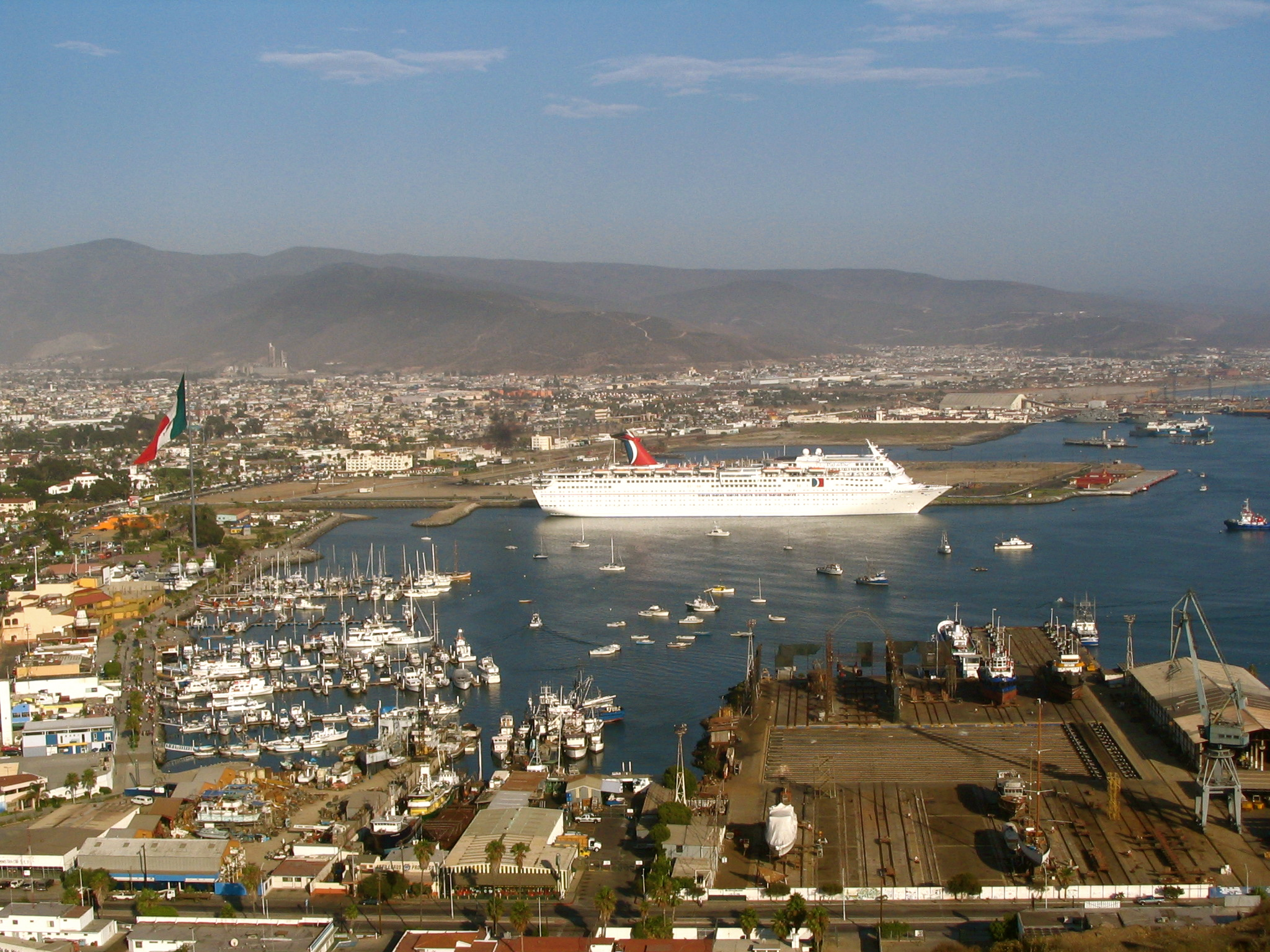
Порт Енсенади

Морський торговий флот країни, станом на 2010 рік, складався з 52 морських суден з тоннажем більшим за 1 тис. реєстрових тонн (GRT) кожне (70-те місце у світі), з яких: балкерів — 5, суховантажів — 3, танкерів для хімічної продукції — 11, газовозів — 3, вантажно-пасажирських суден — 10, нафтових танкерів — 17, ролкерів — 3.
Станом на 2010 рік, кількість морських торгових суден, що ходять під прапором країни, але є власністю інших держав — 5 (Франції — 1, Греції — 2, Південно-Африканської Республіки — 1, Об'єднаних Арабських Еміратів — 1); зареєстровані підпрапорами інших країн — 12 (Антигуа і Барбуди — 1, Маршаллових Островів — 2, Панами — 5, Португалії — 1, Іспанії — 1, Венесуели — 1, невстановленої приналежності — 1).

### Річковий

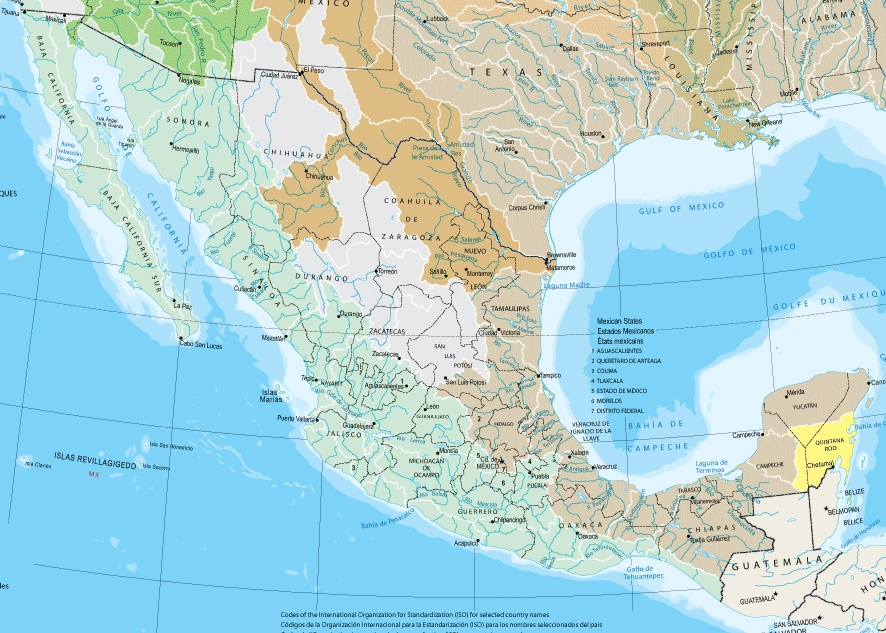
Річкові басейни Мексики

Загальна довжина судноплавних ділянок річок і водних шляхів, доступних для суден з дедвейтом понад 500 тонн, 2012 року становила 2 900 км (33-тє місце у світі).

## Трубопровідний
Загальна довжина газогонів у Мексиці, станом на 2013 рік, становила 18 074 км; бензогонів — 2 102 км; нафтогонів — 8 775 км; інших трубопроводів — 369 км; продуктогонів — 7 565 км; водогонів — 123 км.

## Державне управління
Держава здійснює управління транспортною інфраструктурою країни через Секретаріат зв'язку і транспорту. Станом на 5 січня 2017 року міністерство в уряді Енріке Пенья Ньєто очолював Герардо Руїс Еспарза.

### Українською
- Атлас. 10-11 клас. Економічна і соціальна географія світу / упорядники :  О. Я. Скуратович, Н. І. Чанцева. — К. : ДНВП «Картографія», 2010. — ISBN 978-966-475-639-3.
- Атлас світу / голов. ред. І. С. Руденко ; зав. ред. В. В. Радченко ; відп. ред. О. В. Вакуленко. — К. : ДНВП «Картографія», 2005. — 336 с. — ISBN 9666315467.
- Безуглий В. В. Економічна і соціальна географія зарубіжних країн : Навчальний посібник. — К. : ВЦ «Академія», 2007. — 704 с. — ISBN 978-966-580-239-6.
- Безуглий В. В., Козинець С. В. Регіональна економічна і соціальна географія світу : Навчальний посібник. — видання 2-ге, доп., перероб. — К. : ВЦ «Академія», 2007. — 688 с. — ISBN 966-580-144-9.
- Головченко В., Кравчук О. Країнознавство: Азія, Африка, Латинська Америка, Австралія і Океанія. — К., 2006. — 335 с. — ISBN 966-8939-04-2.
- Дахно І. І. Країни світу: Енциклопедичний довідник / І. І. Дахно, С. М. Тимофієв. — К. : Мапа, 2011. — 606 с. — (Бібліотека нового українця) — ISBN 978-966-8804-23-6.
- Дахно І. І. Економічна географія зарубіжних країн : навчальний посібник. — К. : Центр учбової літератури, 2014. — 319 с. — ISBN 978-611-01-0682-5.
- Дорошенко В. І. Географія транспорту : Навчальний посібник / В. І. Дорошенко, К. Д. Діденко. — К. : Київський нац. ун-т ім. Т. Шевченка, 2010. — 183 с. — ISBN 978-966-439-329-1.
- Дубович І. А. Країнознавчий словник-довідник. — 5-те вид., перероб. і доп. — К. : Знання, 2008. — 839 с. — ISBN 978-966-346-330-8.
- Економічна і соціальна географія країн світу : Навчальний посібник / За ред. С. П. Кузика. — Л. : Світ, 2002. — 672 с. — ISBN 966-603-178-7.
- Зарубіжна транспортна географія : навчальний посібник / уклад. : Петрашевський О. Л. и др. — К. : Національний транспортний університет, 2015. — 95 с. — ISBN 978-966-632-227-5.
- Книш М. М., Мамчур О. І. Регіональна економічна і соціальна географія світу (Латинська Америка та Карибські країни, Африка, Азія, Океанія) : навч. посіб. — Л. : ЛНУ ім. Івана Франка, 2013. — 368 с. — ISBN 978-617-10-0007-0.
- Кузик С. П., Книш М. М. Економічна і соціальна географія країн Америки : навч. посіб. — Л. : ЛНУ ім. Івана Франка, 1999. — 299 с. — ISBN 966-613-026-2.
- Юрківський В. М. Регіональна економічна і соціальна географія. Зарубіжні країни : Підручник. — К. : Либідь, 2001. — 416 с. — ISBN 966-06-0092-5.

### Англійською
- (англ.) Modern Transport Geography / Hoyle, B. and R. Knowles (eds). — Second Edition,. — London : Wiley, 1998.
- (англ.) Rodrigue, J-P. The Geography of Transport Systems. — Fourth Edition. — N. Y. : Routledge, 2017. — 440 с. — ISBN 978-1138669574.
- (англ.) Taaffe E. J., Gauthier H. L. and O'Kelly M. E. Geography of transportation. — Second Edition. — N. Y. : Prentice Hall, 1996. — ISBN 0-13-368572-1.
- (англ.) Black, W. Transportation: A Geographical Analysis. — N. Y. : Guilford, 2003.

### Російською
- (рос.) Мексика // Латинская Америка. Энциклопедический справочник [в 2-х тт.] / Главный редактор В. В. Вольский. — М. : Советская энциклопедия, 1982. — Т. 2. К-Я. — С. 196.
- (рос.) Максаковский В. П. Географическая картина мира. Книга I: Общая характеристика мира. — М. : Дрофа, 2008. — 495 с. — ISBN 978-5-358-05275-8.
- (рос.) Максаковский В. П. Географическая картина мира. Книга II: Региональная характеристика мира. — М. : Дрофа, 2009. — 480 с. — ISBN 978-5-358-06280-1.
- (рос.) Физико-географический атлас мира. — М. : Академия наук СССР и главное управление геодезии и картографии ГГК СССР, 1964. — 298 с.
- (рос.) Шаповал Н. С. Транспортная география и транспортные системы мира : учебное пособие. — К. : Центр учбової літератури, 2006. — 188 с. — ISBN 000-0000-00-4.
- (рос.) Экономическая, социальная и политическая география мира. Регионы и страны / под ред. С. Б. Лаврова, Н. В. Каледина. — М. : Гардарики, 2002. — 928 с. — ISBN 5-8297-0039-5.
- (рос.) Энциклопедия стран мира / глав. ред. Н. А. Симония. — М. : НПО «Экономика» РАН, отделение общественных наук, 2004. — 1319 с. — ISBN 5-282-02318-0.